# Железничка станица Младеновац
Железничка станица Младеновац је једна од железничких станица на прузи Београд—Ниш. Налази се насељу Младеновац у градској општини Младеновац у Београду. Пруга се наставља у једном смеру ка Ковачевцу и у другом према према Влашком Пољу. Железничка станица Младеновац састоји се из 6 колосека.

## Историја
Железничка станица је прва зграда саграђена у Младеновцу. Када је 1884. прошао први воз кроз селомладеновачке ливаде једина зграда поред пруге је била железничка станица. Први воз је кренуо свечано из Београда пун угледних путника који су желели да се провозају првим возом кроз Србију. Кад су стигли испод Космаја путници су кроз прозор могли да виде осим станице још само неколико колиба и кола натоварена шљивама које су сељаци терали у фабрику пекмеза поред друма за Тополу. 
Мештани из оближњих села дочекали су први воз уз музику и прангије. Воз је за њих било велико чудо, први пут у животу су видели кола која иду без вуче волова или коња. Железничка станица је имала своју највећу славу када је кроз њу пролазио и застајао чувени воз Оријент експрес, на путу од Париза до Цариграда. Младеновчани су тада излазили на станицу као на корзо, лепо обучени да се виде са путницима из целе Европе који су отварали прозоре, док је воз стајао у станици, и куповали од младеновачких погачара погачице и лепиње справљане са Селтерс водом. 
Врло брзо су и Младеновчани почели да путују возом у Београд, а посебно им је био занимљив тунел у Раљи, када настане мрак у кабини што су једва чекали заљубљени парови, али и лопови. Карта у III класи је коштала 4 динара, али за ту суму је требало продати 4 кокошке. Тада је на пример једна васпитачица имала плату 67 динара. 
У Младеновац је често долазио краљ са гостима дворским возом који је имао лепо обојене луксузне вагоне. Освежили би се и презалогајли у Старој Механи и наставили аутомобилима пут за Тополу, а цео воз је морао да се припреми за краљев повратак из Тополе, да изманеврише и окрене се према Београду, што је изазивало велику буку. Деца су волела да гледају како се воз окреће и како у локомотиву сипају воду. После рата нека пионири су организовано долазили из својих школа на младеновачку железничку станицу да виде Плави воз којим ће Јосип Броз Тито проћи кроз младеновачку станицу.